# 爱尔兰邦联

愛爾蘭邦聯的旗幟

爱尔兰邦联是爱尔兰在1642年—1649年十一年战争中的一段自治时期。在此期间，三分之二的爱尔兰领土由爱尔兰天主教邦联控制，由于定都于基尔肯尼，该政权又称基尔肯尼邦联。它由1641年爱尔兰起义后的爱尔兰天主教贵族、神职人员和军事领导人组成。英国内战期间，爱尔兰邦联效忠查理一世。